# جينجر برنس
جينجر برنس (بالإنجليزية: Ginger Prince)‏ هي ممثلة أمريكية، ولدت عام 1943.

## وصلات خارجية
- جينجر برنس على موقع IMDb (الإنجليزية)
- جينجر برنس على موقع قاعدة بيانات الفيلم (الإنجليزية)